# Otho (djur)
Otho är ett släkte av skalbaggar som beskrevs av Lacordaire 1857. Otho ingår i familjen halvknäppare.
Släktet innehåller bara arten Otho sphondyloides.

## Bildgalleri

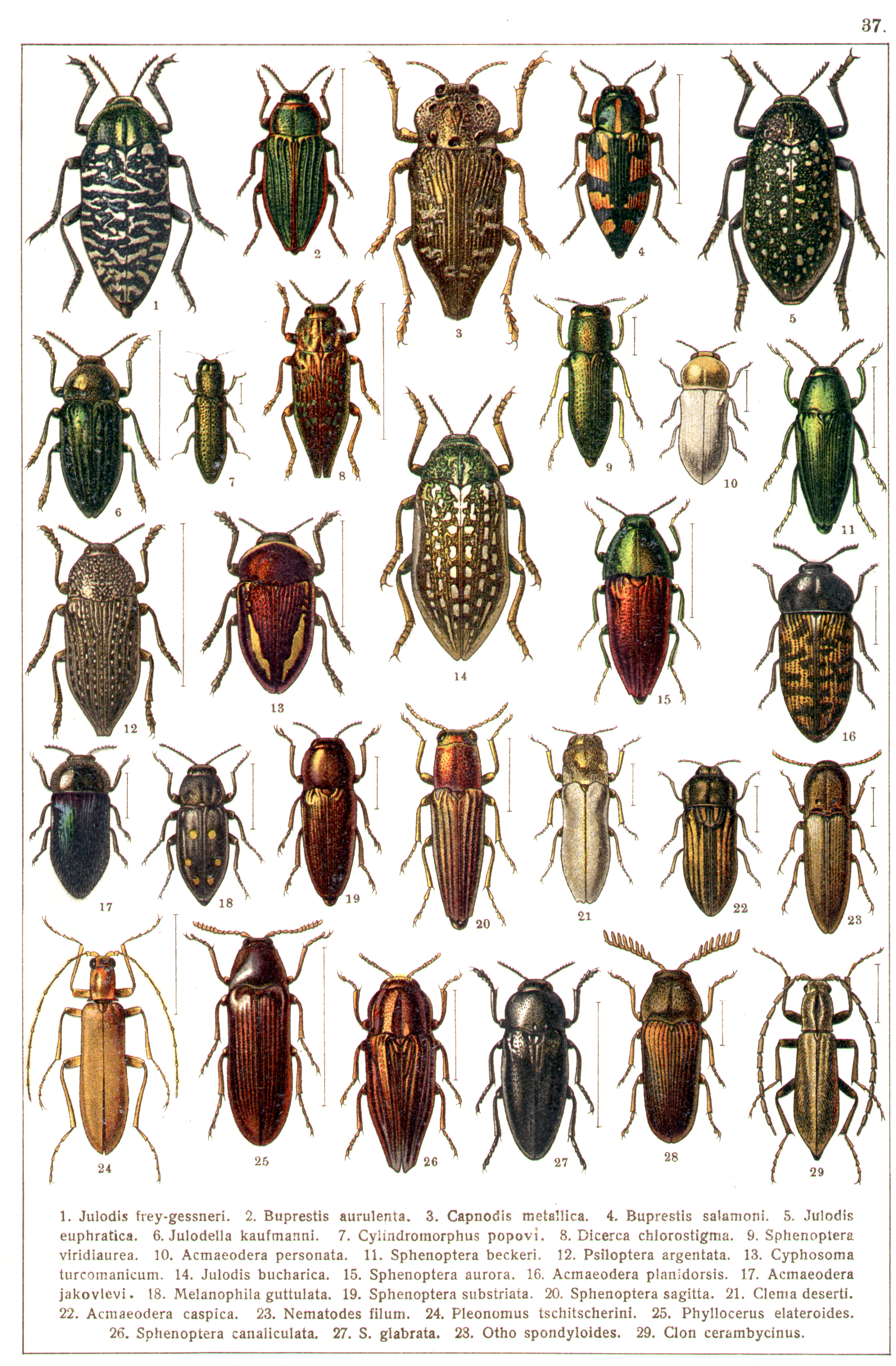